# Zdravko Kardum
Zdravko Kardum (Nunić, 25. veljače 1953. – Split, 4. rujna 2023.), bio je hrvatski viceadmiral i bivši zapovjednik Hrvatske ratne mornarice.

## Životopis
U Jugoslavenskoj narodnoj armiji prije stupanja u HV radio je kao specijalist za protubrodske rakete (tri godine), zapovjednik raketno-topničkog brodskog odjeljka, zamjenik zapovjednika na brodovima klase Rade Končar (3,5 godine), zapovjednik PZO sustava (SA-N-4 ), zapovjednik raketno-topničkog brodskog odjeljka i zamjenik zapovjednika na fregatama Koni klase (7,5 godina). Kasnije postaje i zapovjednik na fregatama Koni (2 mjeseca) nakon čega je napustio JRM i dragovoljno se priključio Hrvatskoj vojsci.
Dužnost zapovjednika HRM obnašao je od 31. prosinca 2002. do 19. ožujka 2007.

Od 12. ožujka 2008.  do 3. kolovoza 2011. bio je zapovjednik Obalne straže Republike Hrvatske.
Umro je u Splitu 2023.

## Činovi
- 27. svibnja 2003. - kontraadmiral,[6]

### Odlikovanja
- Red hrvatskog trolista
- Spomenica domovinskog rata (1990-1992)
- Spomenica domovinske zahvalnosti